# Histamenon
Histamenon (in greco [νόμισμα] ἱστάμενον, "[moneta] standard") è il nome che prese il solido d'oro coniato nell'Impero bizantino quando fu immesso il tetarteron, che era di poco più leggero negli anni 960. Per distinguere le due monete, l'histamenon ebbe una forma modificata rispetto al solido originale, diventando più largo e più sottile, e assumendo la forma concava (scifato). Più tardi il nome fu abbreviato in  stamenon (στάμενον), e la coniazione cessò dopo il 1092. Nel XII e nel XIII secolo il nome stamenon fu applicato alle monete concave di biglione e rame dette trachy.
Dal greco histēmi, qui "essere di peso buono".

## Storia
All'inizio del IX secolo, sotto Niceforo II Foca, fu emessa una nuova moneta con un peso pari a tre quarti di quello del solido, a parità di valore del solido dal peso pieno.
Entrambe le monete conservano lo stesso standard di finezza, e furono emesse nell'ottica programmata di spingere il mercato ad accettare monete di peso minore allo stesso valore delle monete di pieno peso. 
L'iniziativa non ebbe risultati positivi.
La moneta del peso di tre quarti venne denominata Tetarteron (greco “quarto") mentre il solido di peso completo prese il nome di Histamenon.